# Человек и его собака
«Человек и его собака» (фр. Un homme et son chien) — французский кинофильм. Ремейк фильма «Умберто Д.» (1952) итальянского режиссёра Витторио Де Сика.

## Сюжет
74-летний пенсионер Шарль изгнан из дома вдовой Жанной (в прошлом — его сожительницей), которая объявляет о своём новом замужестве. За стариком ухаживает служанка Жанны Лейла; она беременна, но будущий отец отказывается признать ребёнка. Однако Шарлю удается помочь Лейле.
Шарль остаётся на улице без средств к существованию. Гордость мешает ему просить милостыню. Он покинут всеми, кроме своего пса, которого зовёт просто — Моя Собака. В отчаянии старик решает покончить с собой, бросившись под поезд, но преданность пса спасает ему жизнь.

## В ролях
- Жан-Поль Бельмондо — Шарль
- Афсия Эрзи — Лейла
- Юлика Дженкинс — Жанна
- Франсис Юстер — Робер
- Макс фон Сюдов — Командир
- Жан Дюжарден — рабочий
- Хосе Гарсиа — пассажир трамвая
- Каролина Сильоль — женщина на раздаче еды бомжам
- Мишель Бернье — пассажирка трамвая
- Даниэль Прево — Ахав
- Франсуаза Фабиан — жена Ахава
- Кристиана Реали — мать девочки в парке
- Чеки Карио — гитарист, сидящий на скамейке в парке
- Пьер Монди — Баптистен
- Антуан Дюлери — друг Жанны
- Шарль Жерар — бомж
- Патрик Боссо — пассажир трамвая
- Жан-Люк Лемуан — гость на вечеринке у Жанны
- Долорес Чаплин — гостья на вечеринке у Жанны
- Барбара Шульц — девушка, продающая билеты на вокзале
- Сара Бьязини — работница приюта для животных
- Брюно Лоше — Жан-Пьер, работник приюта для животных
- Рашида Бракни — водитель
- Даниэль Ольбрыхский — таксист-поляк
- Орельен Вик — друг Лейлы
- Франсуа Перро — сосед Шарля по больничной палате
- Николь Кальфан — его жена
- Стив Сюисса — его сын
- Жан-Марк Тибо — бомж
- Робер Оссейн — бомж
- Жан-Пьер Бернар — бомж
- Мишлин Прель — женщина, которой Шарль подает щедрую милостыню
- Эмманюэль Рива — женщина в церкви
- Жак Списсер — книготорговец
- Пьер Кассиньяр — помощник книготорговца
- Карло Нелл — служащий отеля
- Собака — Клап, вандейский бассет-гриффон

## Создатели фильма
- Режиссёр: Франсис Юстер
- Сценарий: Франсис Юстер, Мюриэль Мажеллан
- Композитор: Филипп Ромби
- Монтаж: Лучана Реали
- Производитель: Жан-Луи Ливи
- Год съёмки: 2008
- Страна: Франция
- Дата выхода в прокат: 14 января 2009 (Франция)